# گنبرچای
گنبرچای یکی از رودخانه‌های شهرستان اسکو می‌باشد که از ارتفاعات روستای گنبر و ارتفاعات دامنه سهند سرچشمه می‌گیرد این رودخان تقریباً دائمی می‌باشد و تنها حدود دو ماه در سال کم‌آب یا خشک می‌شود. این رودخانه در مسیر خود از هشت روستا عبور کرده و بعد از گذر از شهر آذرشهر وعبور از چند روستای دیگر به دریاچه ارومیه می‌ریزد. همچنین این رودخانه از کنار روستای تاریخی مجارشین عبور می‌کند.
رودخانه گنبرچای در نزدیکی روستای گواهیر با رودخانه آلاکوزه(امیردیزج) ترکیب شده و از آن به بعد سیل جایی یا آذرشهر چایی نامیده می‌شود.
روستاهای اطراف گنبر چایی تا شهر آذرشهر:

گنبر چایی
گنبر چایی

- گنبر
- کردآباد
- مجارشین
- چراغیل
- صغایش
- قرمزی گل
- گواهیر
- ینگجه (آذرشهر)

- گنبر چایی
- گنبر چایی